# Revolution Renaissance
Revolution Renaissance var ett power metalband från Finland.

## Historia
Bandet grundades 2008 efter den då förmodade splittringen av Stratovarius. Detta som en följd av de interna slitningarna mellan Timo Tolkki och de övriga bandmedlemmarna vilket pågått under några år. Timo Tolkki fortsatte dock med sitt eget projekt, Revolution Renaissance, till vilket han i början av maj 2008 sökte bandmedlemmar. Detta hindrade dock inte Tolkki från att spela in en första skiva med hjälp av diverse inlånade musiker. I juni 2008 släpptes New Era som en första provsmak av hans nya band. Efter att ersatt studiomusikerna med ordinarie bandmedlemmar spelades ett nytt album in, Age of Aquarius, vilket släpptes under våren 2009.
Enligt Sweden Rock Magazine var Magnus Rosén från HammerFall och Full Force basist i bandet från 2009.

## Medlemmar
Senaste medlemmar
- Bruno W. Agra – trummor (2008–2010)
- Timo Tolkki – gitarr (2008–2010)
- Gus Monsanto – sång (2008–2010)
- Magnus Rosén – basgitarr (2009–2010)
- Bob Katsionis – keyboard (2010)

Tidigare medlemmar
- Justin Biggs – basgitarr (2008–2009)
- Mike Khalilov – keyboard (2008–2009)

## Diskografi
Demo
- 2008 – Demo 2008

Studioalbum
- 2008 – New Era
- 2009 – Age of Aquarius
- 2010 – Trinity

EP
- 2010 – EP